# Guy Lelong
Pour les articles homonymes, voir Lelong.
 (mai 2018).
Guy Lelong est un écrivain et critique français né le 5 avril 1952 .

## Biographie
Après des études d’architecture et d’urbanisme, Guy Lelong participe, de 1983 à 1991, à la revue Conséquences, fondée dans la continuité du nouveau roman. Sa réflexion s’élargit alors d’une part aux travaux in situ de Daniel Buren, auquel il consacrera une monographie en 2001,, d’autre part au courant de la musique spectrale et plus particulièrement à l’œuvre du compositeur Gérard Grisey, dont il éditera les Écrits en 2008,.
Responsable de la rubrique de musique contemporaine à Art Press de 1986 à 1991, il a mené en 1993-1994 un travail de recherche à l’Ircam sur les rapports texte/musique, ce qui l’a conduit à collaborer avec le compositeur Marc-André Dalbavie pour qui il a écrit plusieurs textes : 
- Seuils, commande pour l'Ircam en 1992[6],[7] ;
- Non-lieu, Stuttgart, 1997 ;
- le spectacle Correspondances en collaboration avec Patrice Hamel, festival Musica 1997[8] ;
- Mobiles spécialement conçu pour la Cité de la musique à Paris en 2001[9].

Il expose en 2000 le récit plastique Un plan tramé dans l’espace J & J Donguy à Paris et réalise en 2003 la pièce radiophonique Plan libre sur la villa Savoye de Le Corbusier pour un atelier de création radiophonique de France Culture.
Il a publié trois essais, Des relations édifiantes, essai d'architecture métafonctionnelle (1992),, Révolutions sonores. De Mallarmé à la musique spectrale, une théorie des rapports texte/musique/contexte (2010) et Déductions de l’art, un récit transverse partant de Mallarmé : Buren, Grisey, Danielewski, Rahm, Noé (2023),.
En 2012, il conçoit à la demande de Daniel Buren un Concert situé dans le cadre de l'installation de l'artiste Excentrique(s) travail in situ, lors de la Monumenta au Grand Palais à Paris,.
Il a publié des articles sur la littérature, la musique, les arts plastiques et l’architecture dans de nombreuses revues (Art press, Cahiers de l’Ircam, Formules, Artforum, 20/27, Les Cahiers du musée national d'Art moderne).
Paru en 2009, son roman in situ, Le Stade,,,, est le premier volet d’une trilogie intitulée Le Volume unifié, complétée en 2021 par le roman flipbook La Poursuite, et qui se terminera avec le roman 3D Le Continuum.
Il a par ailleurs été le rédacteur des notes de programme des concerts de l'Orchestre de Paris de 2002 à 2007 et enseignant à l'école de design et d'architecture intérieure Camondo de 2007 à 2014.

## Publications
- Des relations édifiantes, essai d’architecture métafonctionnelle, Paris, Les Impressions nouvelles, 1992, 125 p., coll. « Conséquences »  (ISBN 2-906131-18-0)
- Daniel Buren, Paris, Flammarion et Centre national des arts plastiques, 2001, 182 p.  (ISBN 2-08-012195-2) ; nouvelle édition augmentée en 2012, lors de l'exposition « Excentrique(s) travail in situ » au Grand Palais à Paris, 239 p.  (ISBN 978-2-0812-8245-2)
- Plan libre, représentation radiophonique de la villa Savoye, Paris, Éditions MF, coll. « Délai », 2005  (ISBN 2-915794-03-0)
- Marc-André Dalbavie, le son en tout sens, entretiens avec Guy Lelong, éditions Billaudot, 2005
- Gérard Grisey, Écrits ou l’invention de la musique spectrale, édition établie par Guy Lelong avec la collaboration d’Anne-Marie Réby, Paris, Éditions MF, coll. « Répercussions », 2008, 375 p.  (ISBN 978-2-915794-31-1) ; rééd. 2019
- Le Stade, roman in situ, préface visuelle de Daniel Buren, Paris, Les Petits matins, coll. « Les grands soirs », 2009, 152 p.  (ISBN 978-2-915879-45-2).
- Révolutions sonores. De Mallarmé à la musique spectrale, Paris, Éditions MF, coll. « Répercussions », 2010, 212 p.  (ISBN 978-2-9157-9424-3) ; rééd. 2014
- La Poursuite, roman flipbook, postface de Frédéric Forte, Paris, Les Petits matins, coll. « Les grands soirs », 2021, 208 p.  (ISBN 978-2-36383-289-4).
- Déductions de l’art, un récit transverse partant de Mallarmé : Buren, Grisey, Danielewski, Rahm, Noé, Liège, Presses universitaires de Liège, série « Information et Communication », 2023, 370 p.